# Aa paleacea
Aa paleacea је врста из рода орхидеја Aa из породице Orchidaceae. Потиче са Анда између јужне Коста Рике, Перуа и Еквадора, на надморској висини од 2900–4400 м.